# Stylo
Stylo è un singolo del gruppo musicale britannico Gorillaz, pubblicato il 22 gennaio 2010 come primo estratto dal terzo album in studio Plastic Beach.

## Descrizione
Il brano ha visto la partecipazione di Bobby Womack e Mos Def. Una prima versione del brano era stata presentata il 14 gennaio 2009 durante il Zane Lowe Show, insieme a Electric Shock e Broken.
Il 12 gennaio 2010 il presidente della Parlophone Miles Leonard ha presentato il singolo paragonando le sonorità a quelle della colonna sonora de La febbre del sabato sera. Il 20 dello stesso mese è stato pubblicato in anteprima su NME Radio, venendo reso disponibile per il download digitale due giorni più tardi.

## Video musicale
Ilvideo è stato realizzato in 3D CGI, ed è stato presentato in anteprima il 1º marzo 2010 sul canale YouTube dei Gorillaz. Il video è stato diretto da Jamie Hewlett e Pete Candeland ed è ispirato al film Mad Max. Il video, interamente filmato su una strada nei pressi di Calico Ghost Town in California, segue l'inseguimento fra i tre membri dei Gorillaz, realizzati al computer, a bordo di una Chevrolet Camaro ed un pirata della strada (interpretato dall'attore Bruce Willis) a bordo di una Chevrolet El Camino.

## Tracce
Testi e musiche dei Gorillaz e Mos Def.
Download digitale
1. Stylo (feat. Mos Def & Bobby Womack) – 4:30

CD promozionale (Europa, Stati Uniti)
1. Stylo (Radio Edit) – 3:55
2. Stylo (Album Version) – 4:33
3. Stylo (Instrumental) – 4:32

## Classifiche
| Classifica (2010)         | Posizione massima |
| ------------------------- | ----------------- |
| Australia                 | 48                |
| Austria                   | 40                |
| Belgio (Fiandre)          | 31                |
| Belgio (Vallonia)         | 25                |
| Brasile                   | 14                |
| Danimarca                 | 20                |
| Germania                  | 63                |
| Giappone                  | 8                 |
| Paesi Bassi               | 5                 |
| Stati Uniti (alternative) | 24                |
| Svizzera                  | 56                |